# سانتياغو غوميز
سانتياغو غوميز (بالألمانية: Santiago Gómez Sierra) (و. 1957  م) هو كاهن كاثوليكي إسباني.

## مناصب
تولى منصب أسقف كاثوليكي (منذ 26 فبراير 2011)
- أسقف مساعد  [لغات أخرى]‏
- أسقف من غير أبرشية [الإنجليزية]‏

.

## التعليم
تعلم في جامعة كمبلوتنسي بمدريد، وتعلم في الجامعة البابوية في كومايلاس ‏
.